# 140 U

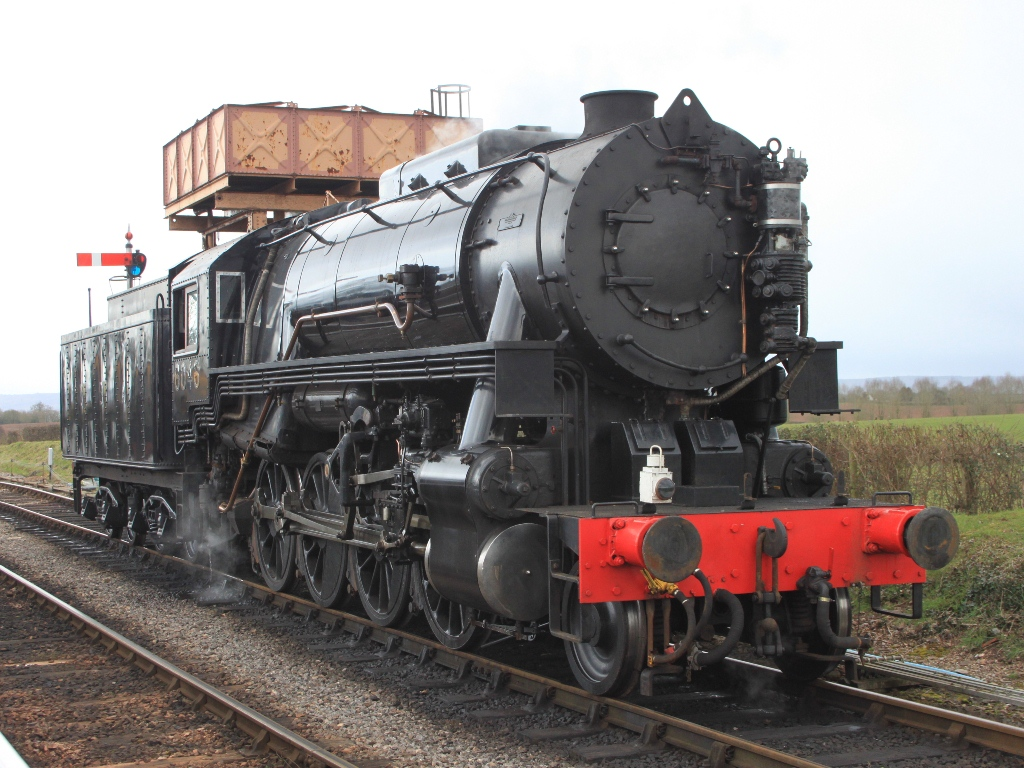
La locomotive USATC-6046 ayant circulé à la SNCF, et préservée sur le West Somerset Railway.

Les 140 U de la SNCF sont des locomotives à vapeur de type Consolidation dénommées USATC S160 (en) aux États-Unis.

## Genèse
Ces locomotives de dénomination américaine USATC S-160 Class (en) furent produites à 2120 unités pour le Transportation Corps de l'armée des États-Unis par les trois principales firmes américaines de construction de locomotives, la Baldwin Locomotive Works, l'American Locomotive Company et la Lima Locomotive Works, de 1942 à 1945. Elles furent livrées entièrement montées depuis les États-Unis, embarquées sur des navires puis débarquées à l'aide d'une poutre boulonnée sur le dôme de la chaudière et l'avant de la boîte à fumée, préfigurant la méthode de manutention utilisée pour les 141 R. Dix-huit machines furent perdues en mer durant leur transport.

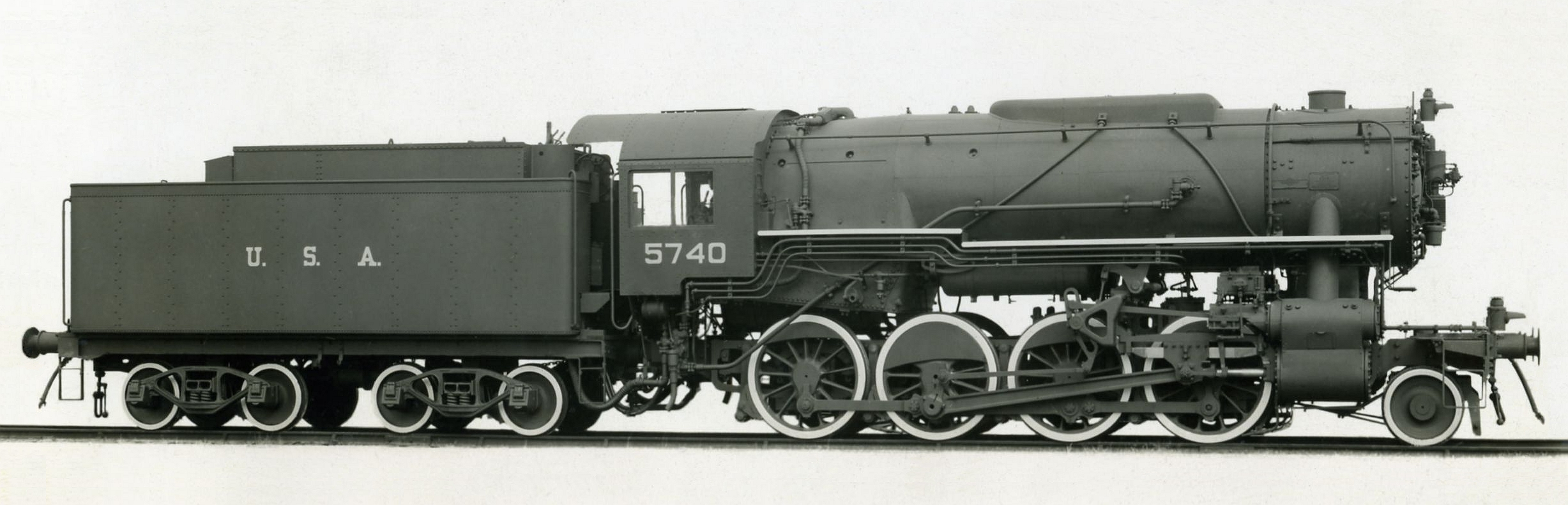
Photographie du constructeur Lima de la locomotive USATC 5740.

| Constructeurs               | Numéros de construction | Années | Nombre de locomotives | Numéros USATC           |
| --------------------------- | ----------------------- | ------ | --------------------- | ----------------------- |
| American Locomotive Company | 70431 – 70455           | 1942   | 25                    | USATC 1600 – USATC 1624 |
| American Locomotive Company | 70278 – 70302           | 1942   | 25                    | USATC 1625 – USATC 1649 |
| American Locomotive Company | 70457 – 70483           | 1942   | 27                    | USATC 1650 – USATC 1676 |
| Baldwin Locomotive Works    | 67661 – 67685           | 1943   | 25                    | USATC 1677 – USATC 1701 |
| Baldwin Locomotive Works    | 64641 – 64665           | 1942   | 25                    | USATC 1702 – USATC 1726 |
| Baldwin Locomotive Works    | 67561 – 67660           | 1942   | 100                   | USATC 1727 – USATC 1826 |
| Lima Locomotive Works       | 8058 – 8101             | 1942   | 44                    | USATC 1827 – USATC 1870 |
| Lima Locomotive Works       | 8102 – 8157             | 1943   | 56                    | USATC 1871 – USATC 1926 |
| American Locomotive Company | 70514 – 70531           | 1942   | 18                    | USATC 2032 – USATC 2049 |
| American Locomotive Company | 70532 – 70540           | 1942 ? | 9                     | USATC 2050 – USATC 2058 |
| American Locomotive Company | 70541 – 70633           | 1943   | 93                    | USATC 2059 – USATC 2151 |
| Lima Locomotive Works       | 8158 – 8247             | 1943   | 90                    | USATC 2152 – USATC 2241 |
| Baldwin Locomotive Works    | 69485 – 69574           | 1943   | 90                    | USATC 2242 – USATC 2331 |
| Baldwin Locomotive Works    | 69589 – 69639           | 1943   | 51                    | USATC 2332 – USATC 2382 |
| American Locomotive Company | 70749 – 70808           | 1943   | 60                    | USATC 2400 – USATC 2459 |
| Lima Locomotive Works       | 8317 – 8376             | 1943   | 60                    | USATC 2500 – USATC 2559 |
| Lima Locomotive Works       | 8262 – 8291             | 1943   | 30                    | USATC 2560 – USATC 2589 |
| Baldwin Locomotive Works    | 69818 – 69867           | 1943   | 50                    | USATC 2590 – USATC 2639 |
| Baldwin Locomotive Works    | 69903 – 70038           | 1943   | 136                   | USATC 2640 – USATC 2775 |
| Lima Locomotive Works       | 8429 – 8456             | 1943   | 28                    | USATC 2776 – USATC 2803 |
| American Locomotive Company | 70959 – 71008           | 1943   | 50                    | USATC 2804 – USATC 2853 |
| American Locomotive Company | 71051 – 71186           | 1943   | 136                   | USATC 2854 – USATC 2989 |
| American Locomotive Company | 71455 – 71459           | 1943   | 5                     | USATC 3200 – USATC 3204 |
| American Locomotive Company | 71460 – 71634           | 1944   | 175                   | USATC 3205 – USATC 3379 |
| Baldwin Locomotive Works    | 70337 – 70516           | 1944   | 180                   | USATC 3380 – USATC 3559 |
| Lima Locomotive Works       | 8473 – 8612             | 1944   | 140                   | USATC 3560 – USATC 3699 |
| American Locomotive Company | 71895 – 71944           | 1943   | 50                    | USATC 3700 – USATC 3749 |
| American Locomotive Company | 73394 – 73475           | 1945   | 82                    | USATC 4402 – USATC 4483 |
| Lima Locomotive Works       | 8814 – 8858             | 1945   | 45                    | USATC 5155 – USATC 5199 |
| Lima Locomotive Works       | 8623 – 8662             | 1944   | 40                    | USATC 5700 – USATC 5739 |
| Lima Locomotive Works       | 8678 – 8699             | 1944   | 22                    | USATC 5740 – USATC 5761 |
| Lima Locomotive Works       | 8700 – 8707             | 1944 ? | 8                     | USATC 5762 – USATC 5769 |
| Lima Locomotive Works       | 8708 – 8797             | 1945   | 90                    | USATC 5770 – USATC 5859 |
| Baldwin Locomotive Works    | 72058 – 72112           | 1945   | 55                    | USATC 6024 – USATC 6078 |

## Description
Ces locomotives construites au gabarit britannique pour pouvoir circuler sur le réseau ferroviaire anglais, disposent d'un moteur à simple expansion à deux cylindres de 482 mm de diamètre, avec une distribution « Walschaerts » à tiroirs cylindriques. Le corps de la chaudière d'un diamètre de 1,78 m est équipée d'un foyer « Crampton » à grille débordante d'une surface de 3,80 m2, et d'un surchauffeur assurant une bonne production de vapeur. Le châssis conçu en barres fortement entretoisées notamment avec le bloc-cylindres, offrait une grande résistance à cet ensemble. La cabine de conduite était commode, équipée de sièges et semi-fermée sur l'arrière. Elles sont équipées à la fois du frein Westinghouse pour circuler sur le continent et du frein à vide pour rouler au Royaume-Uni. Le tender équipé de deux bogies en acier moulé a une capacité en eau de 25 m3 et 9 tonnes de charbon, ou 7 m3 de fuel pour les 216 machines dotées de ce mode de chauffe. Les conditions dans lesquelles les 140 U devaient être utilisées (voies endommagées, personnel de conduite peu ou pas qualifié, proximité du front) et entretenues ont imposé cette simplicité. Tout en restant des locomotives simples, les 140 U sont des machines de conception plus développée que leurs homologues de 1917, les 140 G dites « Pershing », également livrées par les États-Unis lors du premier conflit mondial.

## Utilisation et services
Les 140 U ont connu un service très éprouvant, car elles étaient utilisées au plus proche du front. Dans un premier temps, ces locomotives furent utilisées pour transporter troupes et matériels vers le front, puis pour permettre le redémarrage de l'économie du pays après les innombrables destructions occasionnées.
Les premières locomotives furent livrées en Grande-Bretagne où elles assurèrent du service dès le mois de décembre 1942, ainsi qu'en Afrique du Nord à partir de 1943. Après les débarquements de Normandie et de Provence, l'armée américaine utilisera intensivement ces locomotives à partir de l'automne 1944.
Au mois d'avril 1945 il fut décidé de mettre 200 unités à disposition de la SNCF pour ses propres services, et en attendant la livraison des 141 R. 121 unités comprises entre les numéros USATC-1601 et 6 049 seront immatriculées 140 U 1 à 121 à la SNCF, mais elles ne furent jamais administrativement intégrées au parc des machines de la SNCF. Le nombre total de locomotives utilisées en France est estimé à 560 unités dont 106 équipées de la chauffe au fuel, et qui assurèrent un service extrêmement soutenu notamment à la région Sud-Est sur l'artère de la vallée du Rhône. En raison de la destruction des installations, les relais intermédiaires sont supprimés et ravitaillement et changements d'équipe s'effectuent à Avignon ou Valence .
On retrouve les machines confiées à la SNCF à l'Est, au Nord et au Sud-Est. Ces 140 U assurent alors essentiellement la traction des trains de marchandises ou de messageries. On note souvent la présence dans le convoi d'une voiture-dortoir : impossible de connaître à l'avance la durée des trajets et donc circulation à double équipe de conduite !
C'est avec ces machines que fut expérimentée par la SNCF la conduite en banalité pour les locomotives, méthode qui sera retenue pour les nouvelles 141 R, ainsi que le principe de la chauffe au fuel dont 620 des « Mikado Libération » bénéficieront également. Les 140 U resteront en service jusqu'à la fin de l'année 1946, puis seront réparties vers d'autres pays européens, et intégrées au parc des différents réseaux ferroviaires où elles seront utilisées jusqu'à une période assez tardive, ce qui permit la préservation d'un certain nombre d'entre elles.
La SNCF ayant un moment envisagé d'acquérir un certain nombre de ces locomotives auprès de l'armée américaine, des essais au banc de Vitry-sur-Seine furent entrepris à la fin de l'année 1945 avec les  machines 6033 à chauffe au charbon, et 3675 à chauffe au fuel. Si des puissances de 1 405 et 1 300 ch furent relevées, le rendement de ces machines se révéla médiocre. Ces résultats n'étaient pas vraiment surprenants pour des machines qui furent d'abord conçues pour un service de guerre.

## Caractéristiques
- Surface de grille : 3,81 m2
- Surface de chauffe : 164 m2
- Surface de surchauffe : 43,7 m2
- Nombre d'éléments :
- Nombre de cylindres : 2
- Diamètre cylindres : 483 mm
- Course pistons : 660 mm
- Timbre de la chaudière : 15,8 kg/cm2
- Diamètre des roues motrices : 1 448 mm
- Diamètre des roues du bissel : 838 mm
- Masse à vide : tonnes
- Masse en ordre de marche : 73 tonnes
- Masse adhérente : 63,5 tonnes
- Longueur hors tout de la locomotive seule : 10,363 m
- Puissance maximum indiquée : 880 kW
- Puissance maximum à la jante : kW
- Puissance maximum au crochet du tender : kW
- Effort de traction maximum : 140 kN
- Vitesse maxi en service : 70 km/h

### Tender
- Tare du tender : tonnes
- Capacité en eau : 24,7 m3 (6 500 US Gallons)
- Capacité en charbon : 8,3 tonnes
- Masse du tender en ordre de marche : 52 tonnes
- Masse totale locomotive + tender : 125 tonnes
- Longueur du tender : 7,998 m
- Longueur totale locomotive + tender : 18,599 m

## Modélisme
Le fabricant autrichien Roco a reproduit cette série de machine à l'échelle HO. 